# Lagerordnung

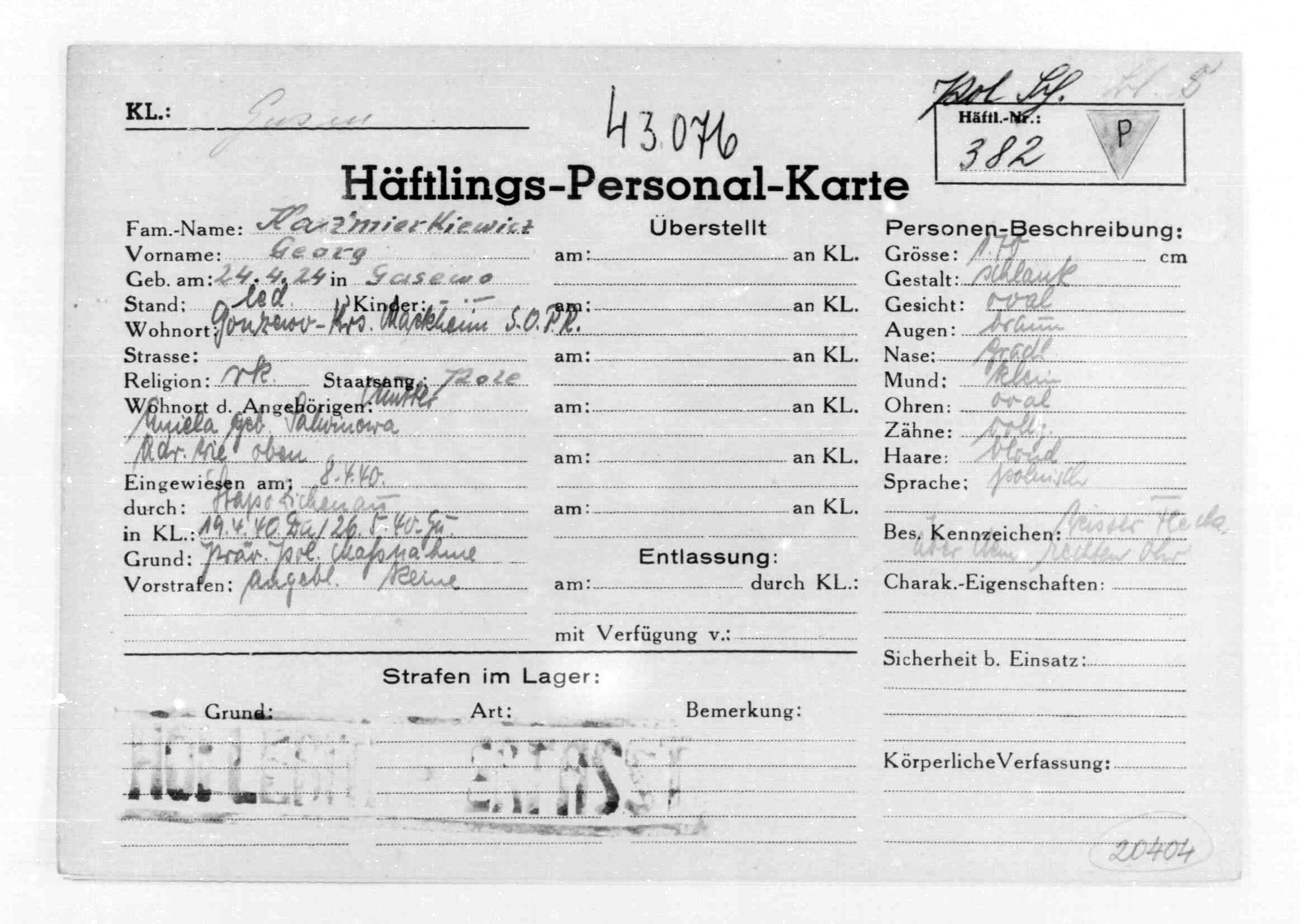
ملف سجين مع ملاحظة على العقوبات في معسكر الاعتقال

Lagerordnung كان «قانون التأديب والعقوبات»، الذي كتب لأول مرة لمعسكر اعتقال داكاو، والذي أصبح الرمز الموحد في جميع معسكرات الاعتقال لشوتزشتافل في الرايخ الثالث في 1 يناير 1934. يُعرف أيضًا باسم Strafkatalog (كتالوج العقاب)، وهو يفصل لوائح السجناء. تم توجيه حراس قوات الأمن الخاصة للإبلاغ عن انتهاكات القانون إلى مكتب القائد. وكانت مفتشية معسكرات الاعتقال مسؤولة عن تنفيذ العقوبة الناتجة، التي نفذت دون التحقق من الادعاءات أو أي إمكانية تبرر (انظر «إجراءات معاقبة الانتهاكات»).

## تطور نظام عقوبات جديد
لم تكن معسكرات الاعتقال المبكرة والمبكرة، مثل معسكر الاعتقال في كيمنا، لديها لوائح موحدة ومنسقة، بل استدرجت Lagerordnung من اللوائح التي كانت مستخدمة في ذلك الحين في أقسام الشرطة المختلفة والسجون التي يديرها نظام العدالة. ومع ذلك، كانت الاختلافات طفيفة. حظر البعض التدخين، والبعض الآخر سمح للسجناء بتلقي طرود الطعام أو زيارات من أفراد الأسرة. كانت اللوائح لا تزال قائمة على القانون الحالي وتم تصميم المخيمات على غرار مراكز الاعتقال العادية. كان للمخيمات المبكرة عقوبات مثل الحرمان من الامتيازات، أو في الحالات الأكثر خطورة، الحبس الانفرادي، سرير صعب، الحرمان من الطعام أو الحبس الانفرادي في زنزانة مظلمة، ولكن لا توجد عقوبة جسدية. كانت المعسكرات المبكرة تسيطر عليها في المقام الأول كتيبة العاصفة أو الغيستابو.
في المقابل، كان داكاو تحت سيطرة قوات الأمن الخاصة. في وقت ما في مايو 1933، كتب قائد معسكر SS هيلمار فيكرل أول Lagerordnung لمعسكر اعتقال. لقد أعطت الولاية القضائية الكاملة لمكتب قائد المعسكر، مما جعله السلطة القانونية الوحيدة. لفرض عقوبة الإعدام في داكاو، مع Lagerordnung سيكون كافياً الحصول على حكم من رجلين من قوات الأمن الخاصة - يتم تعيينهم من قبل القائد. لن يتم تسجيل دفاع المتهم بعد الآن. - تم توحيد السلطة التنفيذية والقضائية والتشريعية. تم إلغاء فصل السلطات ونظام الضوابط والتوازنات المعارضة. من خلال التهديد المستمر لعقوبة الإعدام، ستخلق داكاو حالة طوارئ مستمرة للسجين.

## توسعت لتشمل جميع المخيمات
بعد ستة أشهر، في 1 أكتوبر 1933، كتب القائد إيكي طبعة ثانية من Lagerordnung، مضيفًا واجب الحراس وإدخال العقوبة الجسدية (الجلد). أسس Lagerordnung «دولة داخل دولة». أنشأت الطبعة الثانية نظامًا منظمًا، حيث يمكن أن يتعرض المعارضون السياسيون «قانونًيا» (حسب القانون) للتعذيب والإعدام على يد قوات الأمن الخاصة.

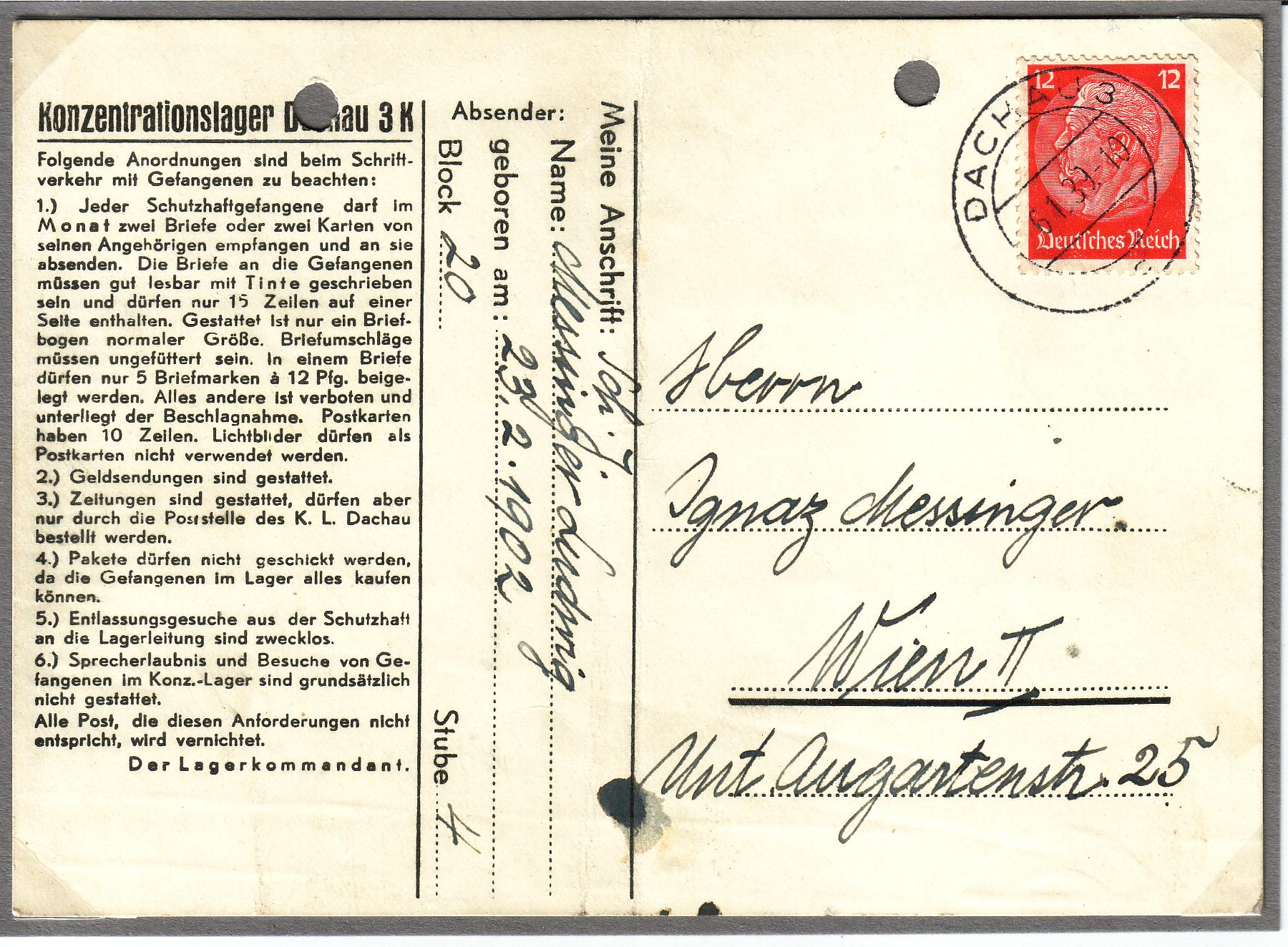
بطاقة بريدية من سجين في داكاو، مع قواعد تفصيلية للمراسلات

بعد 1 يناير 1934، كانت جميع الإصدارات اللاحقة من Lagerordnung فعالة لجميع معسكرات الاعتقال التي تديرها قوات الأمن الخاصة.

## قانون التأديب والعقوبات
[ملاحظة المترجم: تكون العبارات الغريبة أحيانًا، وتضارب الحروف الكبيرة، والأسلوب نفسه من المصدر، وليس المترجم. ] 
معسكر داخاو مكتب القائد، 1 أكتوبر 1933
قانون التأديب والعقوبات الخاص بمعسكر الاعتقال
المقدمة
يتم إصدار العقوبات التالية في نطاق لوائح المخيم القائمة، للحفاظ على النظام والانضباط على أساس معسكر اعتقال داكاو، تنطبق هذه اللوائح على جميع سجناء المعسكر من وقت دخولهم حتى ساعة خروجهم. السلطة الكاملة للعقاب في أيدي قائد المعسكر، المسؤول شخصياً عن قائد الشرطة السياسية لتنفيذ القواعد كما صدرت. التسامح يعني الضعف. وإدراكًا لذلك، سيكون هناك قبضة لا ترحم، حيث يبدو، من أجل مصلحة الوطن، أنه ضروري. لن تتعامل فولكسجينوس المحترمة  ] المحترمة  مع هذه العقوبات.

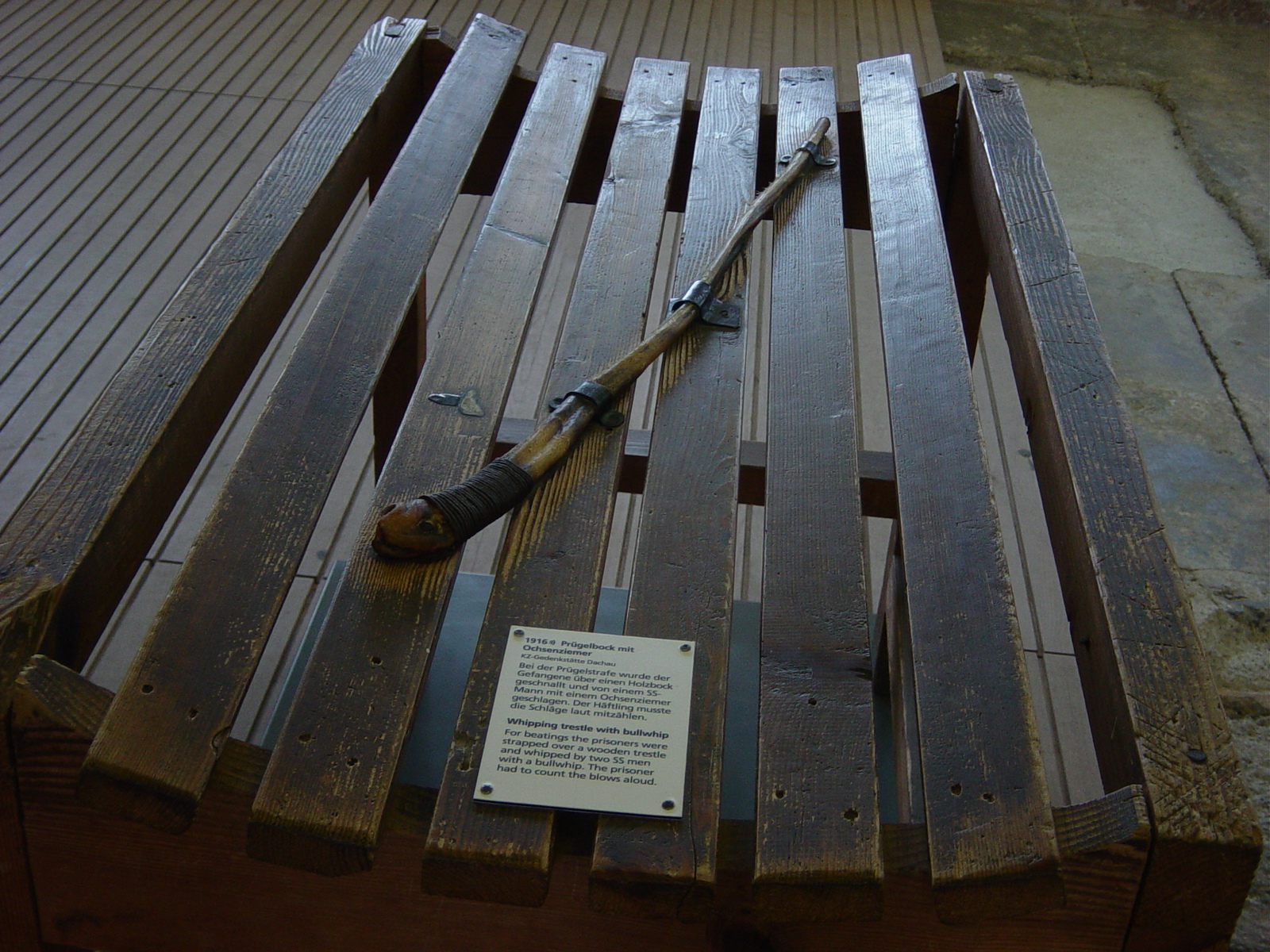
حصان عقاب للجلد، معسكر اعتقال داكاو

## الحواشي
1. ↑  Concentration camps نويشتات أن در فاينشتراسه، مورينغن, Kislau, Kuhberg, Hainichen، Hammerstein، Fuhlsbüttel had such regulations. The draft of regulations for Moorland concentration camp and the edict from the Landeskriminalamts ("State Criminal Office") in درسدن for Sachsenburg concentration camp are also examples. Source: Zámečník, Das war Dachau, p.35
2. ↑  The only exception to this was the draft, not yet instituted, from Lutze, Oberpräsident of هانوفر. This draft contained clauses where beating with a stick was allowed, "up to 10 blows on the buttocks". This document is dated January 1934, just after Eicke's Lagerordnung. Source: Zámečník, Das war Dachau, pp. 35-36
3. ↑  The original article on the German Wikipedia also has a تعليق (برمجة) (in the editable view) about the spelling mistakes, style and phrasing.
4. 1 2  Volksgenosse is a Nazi word meaning "fellow German" or "fellow comrade".